# 古屋徳兵衛 (3代)
古屋 徳兵衛（ふるや とくべえ、1911年1月1日 - 1992年11月8日）は、日本の経営者。松屋社長、会長を務めた。神奈川県出身。

## 経歴・人物
1935年に東北帝国大学法文学部法科を卒業し、同年に司法省に入省。1937年8月に名古屋地方裁判所判事に就任し、同年9月に松屋に転じ、1938年3月には社長に就任。1974年4月から1976年5月までに会長を務め、1972年から1974年までに日本百貨店協会会長も務めた。
1972年に藍綬褒章を受章し、1981年4月に勲二等瑞宝章を受章。
1992年11月7日慢性呼吸不全のために死去。81歳没。